# Мельник (район)
Мельник (чеш. Okres Mělník) — один из 12 районов Среднечешского края Чешской Республики. Административный центр — город Мельник. Площадь района — 701,08 кв. км., население составляет 103 886 человек. В районе насчитывается 69 муниципалитетов, в числе которых 7 городов и 1 местечко.

## География
Район расположен в северо-восточной части края. Граничит с районами Млада-Болеслав, Кладно, Прага-восток и Прага-запад Среднечешского края; Литомержице Устецкого края; Ческа-Липа Либерецкого края.

## Города и население
Данные на 2009 год:
| Город               | Население |
| ------------------- | --------- |
| Мельник             | 19 841    |
| Кралупи-над-Влтавоу | 18 594    |
| Нератовице          | 17 164    |
| Костелец-над-Лабем  | 3 448     |
| Вельтруси           | 1 823     |
| Мшено               | 1 547     |
| Либехов             | 1 057     |

| Всего           | Женщин           | Мужчин           |
| --------------- | ---------------- | ---------------- |
| 103 886 (100 %) | 51 863 (49,92 %) | 52 023 (50,08 %) |

Средняя плотность — 148 чел./км²; 61,1 % населения живёт в городах.